# Dizanje utega na OI 2012.
Dizanje utega na OI 2012. u Londonu održavalo se od 28. srpnja do 7. kolovoza. Natjecanja su se održavala u ExCeL Exhibition Centru u Londonu. Ukupno je sudjelovalo 260 športaša, 156 muškaraca i 104 žene.

## Osvajači odličja

### Muškarci
| Kategorija | Zlato                       | Srebro                    | Bronca                       |
| 56 kg      | Om Yun-Chol Sjeverna Koreja | Wu Jingbiao Kina          | Valentin Hristov Azerbajdžan |
| 62 kg      | Kim Un-Guk Sjeverna Koreja  | Óscar Figueroa Kolumbija  | Eko Yuli Irawan Indonezija   |
| 69 kg      | Lin Qingfeng Kina           | Triyatno Indonezija       | Răzvan Martin Rumunjska      |
| 77 kg      | Lu Xiaojun Kina             | Lu Haojie Kina            | Iván Cambar Kuba             |
| 85 kg      | Adrian Zieliński Poljska    | Apti Aukhadov Rusija      | Kianoush Rostami Iran        |
| 94 kg      | Ilja Ilin Kazahstan         | Aleksandr Ivanov Rusija   | Anatolie Cîrîcu Moldova      |
| 105 kg     | Oleksij Torokhtij Ukrajina  | Navab Nassirshalal Iran   | Bartłomiej Bonk Poljska      |
| + 105 kg   | Behdad Salimi Iran          | Sajjad Anoushiravani Iran | Ruslan Albegov Rusija        |

### Žene
| Kategorija | Zlato                         | Srebro                     | Bronca                          |
| 45 kg      | Wang Mingjuan Kina            | Hiromi Miyake Japan        | Ryang Chun-Hwa Sjeverna Koreja  |
| 53 kg      | Sulfija Čhinčanlo Kazahstan   | Hsu Shu-ching Tajvan       | Cristina Iovu Moldova           |
| 58 kg      | Li Xueying Kina               | Pimsiri Sirikaew Tajland   | Julija Kalina Ukrajina          |
| 63 kg      | Maija Maneza Kazahstan        | Svetlana Carukajeva Rusija | Christine Girard Kanada         |
| 69 kg      | Rim Jong-Sim Sjeverna Koreja  | Roxana Cocoș Rumunjska     | Maryna Shkermankova Bjelorusija |
| 75 kg      | Svetlana Podobedova Kazahstan | Natalia Zabolotnaja Rusija | Iryna Kulesha Bjelorusija       |
| + 75 kg    | Zhou Lulu Kina                | Tatjana Kaširina Rusija    | Hripsime Khurshudyan Armenija   |